# Karl Widmark
Karl Widmark (16 de junio de 1911-14 de octubre de 1995) fue un deportista sueco que compitió en piragüismo en la modalidad de aguas tranquilas. Ganó dos medallas de oro en el Campeonato Mundial de Piragüismo de 1938.

## Palmarés internacional
| Campeonato Mundial | Campeonato Mundial | Campeonato Mundial | Campeonato Mundial |
| Año                | Lugar              | Medalla            | Evento             |
| ------------------ | ------------------ | ------------------ | ------------------ |
| 1938               | Vaxholm (Suecia)   | Medalla de oro     | K1 1000 m          |
| 1938               | Vaxholm (Suecia)   | Medalla de oro     | K1 10 000 m        |